# Sacrilegium
Sacrilegium je četrti studijski album italijansko-slovenske rock skupine Devil Doll in tretji, ki je bil izdan za javnost. Izdan je bil leta 1992 pri založbi Hurdy Gurdy Records v Italiji.

## Ozadje
Po osamosvojitvi Slovenije sta se italijanska in slovenska zasedba združili v eno samo skupino. Sestavljali so jo: Saša Olenjuk (violina), Bor Zuljan (kitara), Davor Klarič (klaviature), Roberto Dani (bobni) in Francesco Carta (klavir).
Pesem "Sacrilegium" je bila prvič odigrana na treh koncertih, ki so se dogodili od junija do novembra 1991.
4. marca 1992 je skupina album Sacrilegium odigrala v Trnovski cerkvi v Ljubljani. Na koncertu so bili prikazani posnetki iz filma The Sacrilege of Fatal Arms, ki ga je napisal in režiral Mr. Doctor. Štiri dni po koncertu je dele nastopa predvajala RTV Slovenija, skupaj z močno cenzuriranim uvodom Mr. Doctorja. Cenzura ga je tako prizadela, da od takrat ni hotel več dajati intervjujev vse do leta 2007.

## Seznam pesmi
Glasbo in besedilo je napisal Mr. Doctor.
| Št.             | Naslov | Dolžina |
| --------------- | --- | ------- |
| 1.              | „Sacrilegium‟ (pesem traja 43:32, nato ji sledi 3:32 tišine, nato pa se ob 47:38 začne skrita pesem »The Funeral«) | 49:16   |
| Skupna dolžina: | Skupna dolžina: | 49:16   |

## Zasedba
Devil Doll
- Mr. Doctor — vokal
- Francesco Carta — klavir
- Saša Olenjuk — violina
- Roberto Dani — bobni
- Bor Zuljan — kitara
- Davor Klarič — klaviature

Dodatni glasbeniki
- Matej Kovačič — harmonika
- Paolo Žižič — spremljevalni vokal
- Damir Kamidoullin — violončelo
- Michael Fantini Jesurum — orgle
- "The "Devil Chorus" z dirigentom Marjanom Buničem:
  - Beti Strenčan
  - Boris Kurent
  - Breda Bunič
  - Grega Oblak
  - Juve Strencpin
  - Marian Bunič
  - Mojca Sojer
  - Polona Prosen

Tehnično osebje
- Giampaolo Fallani — oblikovanje
- Mr. Doctor — produkcija, oblikovanje
- Jurij Toni — inženiring
- Borut Berden — asistent inženirja